# Euryomyrtus leptospermoides
Euryomyrtus leptospermoides är en myrtenväxtart som först beskrevs av Charles Austin Gardner, och fick sitt nu gällande namn av Malcolm Eric Trudgen. Euryomyrtus leptospermoides ingår i släktet Euryomyrtus och familjen myrtenväxter. Inga underarter finns listade i Catalogue of Life.